# کوشیگ موکرجی
کوشیگ موکرجی (انگلیسی: Qaushiq Mukherjee؛ بنگالی: কৌশিক মুখোপাধ্যায়؛ زادهٔ ۱ ژانویهٔ ۱۹۷۵) یک کارگردان و تهیه‌کننده فیلم اهل هند است.
از فیلم‌ها یا مجموعه‌های تلویزیونی که وی در آن‌ها کارگردانی کره‌است می‌توان به گاندو و نامان برهمن اشاره نمود.